# Estelle Cascarino
Pour les articles homonymes, voir Cascarino.
Estelle Cascarino, née le 5 février 1997 à Saint-Priest, est une footballeuse internationale française évoluant au poste de défenseuse à la Juventus. Sa sœur jumelle, Delphine Cascarino, est également footballeuse internationale.

## Carrière

### En club
Estelle Cascarino évolue dans les équipes de jeunes de l'Olympique lyonnais à partir de l'âge de 13 ans, et signe son premier contrat fédéral en juin 2015. Elle réalise ses débuts en première division lors de la saison 2014-2015. 
En 2016, elle remporte le championnat d'Europe U19. 
Le 27 juin 2016, elle quitte Lyon pour le FCF Juvisy, avec lequel elle signe un contrat de deux saisons.
Le 10 juin 2019, elle s'engage deux ans avec les Girondins de Bordeaux. Elle dispute 30 matchs avec les Bordelaises.
Elle rejoint le PSG en juillet 2021 avec lequel elle remporte la Coupe de France féminine de football 2021-2022.
En janvier 2023, elle est prêtée à Manchester United. Après une demi-saison compliquée, elle est transférée à la Juventus.

### En sélection
Elle compte trois sélections avec l'équipe de France des moins de 16 ans en 2012, quinze sélections en équipe de France des moins de 17 ans entre 2012 et 2013, quinze sélections en équipe de France des moins de 19 ans entre 2015 et 2016, huit sélections en équipe de France des moins de 20 ans en 2016 et une sélection en équipe de France A en 2017.
Le 1er décembre 2020, au stade de la Rabine de Vannes, elle marque son premier but en sélection à la 50e minute, face au Kazakhstan. Les Bleues s’impose sur le score très large de 12-0.
Elle fait partie des 23 sélectionnées en équipe de France pour disputer la coupe du monde 2023.

## Palmarès
Avec l'Olympique lyonnais, elle est championne de France en 2015 et 2016. 
Avec le Paris SG, elle est vainqueur de la Coupe de France en 2022, est vice-championne de France en 2022 et finaliste du Trophée des championnes 2022.
Avec la sélection nationale, elle remporte le championnat d'Europe des moins de 19 ans 2016, et atteint la finale de la Coupe du monde des moins de 20 ans 2016.

## Famille
Elle a une sœur jumelle dizygote, Delphine Cascarino, qui est également footballeuse.